# 위럴반도

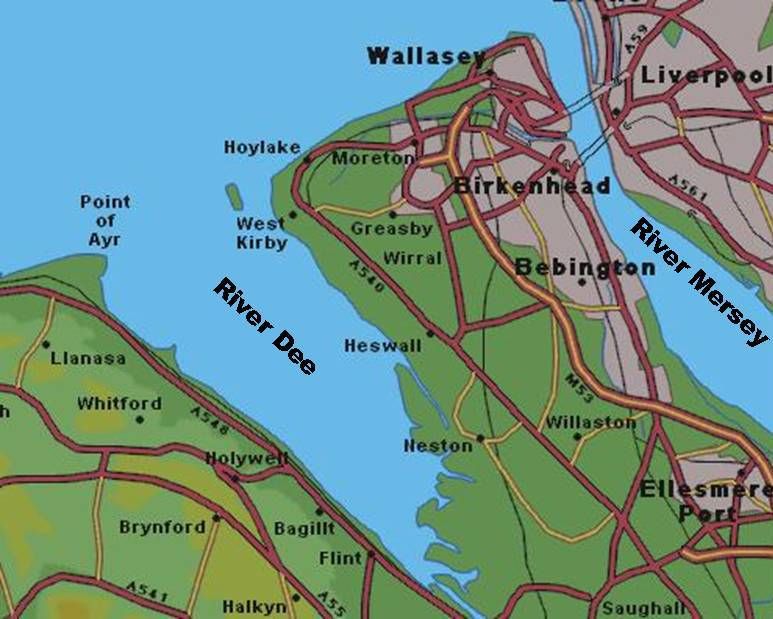
위럴반도

위럴반도(Wirral Peninsula)는 잉글랜드 노스웨스트잉글랜드에 위치한 반도이다. 서쪽으로는 디강이 흐르며, 동쪽으로는 머지강이 흐른다. 북쪽으로는 아일랜드해를 접하고 있다.